# ド・キ・ド・キ☆モーニング
「ド・キ・ド・キ☆モーニング」（ドキドキ モーニング）は、BABYMETALのDVDシングルおよび配信シングル。2011年10月24日に重音部RECORDSから発売された。

## 概要
当楽曲のDVDシングルは、「重音部 ver.」と「BABYMETAL ver.」のタオルがそれぞれセットになった2形態での発売となり、2011年10月22日と10月23日にMt.RAINIER HALL SHIBUYA PLEASURE PLEASUREで開催されたさくら学院のワンマンライブ「さくら学院祭☆2011」の会場にて先行販売され、10月24日にアスマート・Amazon.co.jp・タワーレコードオンライン・タワーレコード新宿店のみで数量限定で販売された。元々は2011年4月27日に発売されたさくら学院のアルバム『さくら学院 2010年度 〜message〜』に収録されていた楽曲であり、DVDシングルとしてリカットされ、配信シングルとしてもリリースされた。

## 音楽性
サウンドはモダン系で、全般的にダークな雰囲気の中、サビになると一転して「リンッリンッリンッ！おはようWake up」と歌う、アイドルらしいキャッチーで明るいメロディーへと自然に繋がっていく構成の楽曲となっている。

## ミュージック・ビデオ
当楽曲のミュージック・ビデオ（以下MV）は、田中紫紋が監督を務めており、YouTube上で2011年10月12日にトイズファクトリーオフィシャルチャンネルからエディットバージョンが、2012年11月8日にBABYMETALオフィシャルチャンネルからフルバージョンが公開された。なお、アメリカのメタル情報サイト『Metal Injection』の「2011年に話題になったメタル関連動画 Top15」では9位にランクインした。
当楽曲のライブMVは、2024年3月2日（土）、3日（日）に横浜アリーナにて2DAYS開催したMOMOMETALの“聖誕”を祝うライブの模様を収録した映像作品の発売に合わせて2024年7月12日に公開された。「ド・キ・ド・キ☆モーニング」は両日披露された楽曲だが、今回公開されたのは、DAY-2の“21 NIGHT”からのパフォーマンス。発売から10周年を迎えたBABYMETALの1stアルバム『BABYMETAL』収録のキラーチューンで、会場が多幸感に包まれた圧巻のパフォーマンスとなっている。

## ライブ・パフォーマンス
当楽曲は、2010年11月28日に横浜赤レンガ倉庫1号館3Fホールで開催されたさくら学院の単独ライブ「さくら学院祭☆2010」で初披露された。なお、さくら学院のメンバーもライブでカバーしており、2012年3月4日に日本橋三井ホールで開催された「さくら学院 2011年度 放課後アンソロジー 〜幕が開くまで教えません！〜」では、堀内まり菜・三吉彩花・松井愛莉が、2013年12月8日にアミューズ・ミュージカルシアターで開催された「さくら学院 デビュー3周年記念LIVE 〜Towards Our Dream with You 〜」では、田口華・大賀咲希・山出愛子がパフォーマンスを披露した。

## 収録内容（DVDシングル）
1. 「ド・キ・ド・キ☆モーニング」Music Clip
2. 「ド・キ・ド・キ☆モーニング」Air Metal Dance ver.

## カバー
2012年にメタルバンドのキバオブアキバとコラボレーションしたスプリットシングル「BABYMETAL×キバオブアキバ」にキバオブアキバがカバーした楽曲が収録されている。